# 吻鱗奈氏鱈
裸吻奈氏鱈，為輻鰭魚綱鱈形目鼠尾鱈科的其中一種。分布於東印度洋區的安達曼海海域，棲息在中水層，約水深353至897公尺，生活習性不明。